# 傑出服務勳章
傑出服務勳章（英語：Distinguished Service Order）是英國與大英國協成員國用以獎勵在軍事任務中有功的軍職人員而設置的勳章。受勳者通常必須在實戰中有功，和平時期的非作戰軍事任務表現不在授勳範圍內。
傑出服務勳章設立於1886年9月6日，維多利亞女王透過皇家認證在之後的11月9日號《倫敦憲報》上公布設立此一勳章。根據記錄，第一枚傑出服務勳章在1886年11月25日授予。它通常只授予給少校以上的軍官，但記錄上也曾有特別勇猛的下級軍官獲准授勳。第一次世界大戰期間英國政府總共授出8,981枚傑出服務勳章，每次授予都會公布在《倫敦憲報》上。
一開始，在戰爭中表現傑出的軍職人員都能獲得傑出服務勳章。然而像參謀之類的軍職人員獲勳在第一次世界大戰期間常引起前線作戰人員不滿。1917年1月1日，海外駐軍的指揮官建議將授勳資格改為在實戰中受砲火襲擊者，以降低輿論壓力。1943年以前，傑出服務勳章只能授予因英勇作戰而在戰況報告中被提名表揚者，例如海軍上校。1942年傑出服務勳章再擴大授予給在戰時保護商船隊（Merchant Navy）有功的人員。
授勳者在官方文件上的正式名稱為「傑出服務勳章的同袍」（Companions of the Distinguished Service Order），他們可以在姓名後加上「DSO」縮寫以茲識別。

## 式樣
- 傑出服務勳章的正面是表面鍍銀的十字，外框鍍以金邊。中心有個桂冠花圈，圈內有金冠，其下襯有紅色搪瓷。
- 勳章的背面是金色的皇室徽章，其下襯有紅色搪瓷和一圈綠色的搪瓷桂冠。
- 紅絲帶約2.9公分寬，藍帶較窄。勳章上通常不會有姓名，但也有人將姓名刻在吊桿上。

## 外部連結
- 英國內閣辦公室（英文）
- 英國國家檔案館 （页面存档备份，存于）（英文）